# Alessandro Diamanti
Alessandro Diamanti (Prato, 2 de maio de 1983) é um futebolista Italiano que atua como Meia. Atualmente, joga pelo Western United FC.

## Carreira
Após boa temporada defendendo o Livorno, onde anotou dezoito gols em trinta e sete partidas na temporada 2008–09, em 28 de agosto de 2009, Diamanti foi anunciado como reforço do West Ham United, assinando um contrato de cinco anos.
Retornou para a Itália, para jogar no Brescia, mas foi no Bologna onde passou a desempenhar um grande futebol, sendo inclusive convocado para a seleção nas disputas da Eurocopa 2012 e Copa das Confederações 2013.
Acabou aceitando o projeto de atuar na China visando expandir horizontes internacionais. No clube chinês ele é companheiro do compatriota Gilardino. Após somente uma temporada na China, com um título nacional e dois gols em 14 partidas, Diamanti volta para o futebol italiano para jogar pela Fiorentina.
Diamanti, foi apresentado no Palermo. O jogador assinou por duas temporadas

## Títulos
Guangzhou Evergrande
- Super Liga Chinesa: 2014

## Seleção Italiana
| Ano   |       |      |
| Ano   | Jogos | Gols |
| ----- | ----- | ---- |
| 2010  | 1     | 0    |
| 2012  | 7     | 0    |
| 2013  | 9     | 1    |
| Total | 17    | 1    |

|    | Data                | Local            | Adversário | Placar | Resultado | Competição                  |
| -- | ------------------- | ---------------- | ---------- | ------ | --------- | --------------------------- |
| 1. | 30 de junho de 2013 | Salvador, Brasil | Uruguai    | 2–2    | Empate    | Copa das Confederações 2013 |